# Molophilus pretiosus
Molophilus pretiosus är en tvåvingeart som beskrevs av Alexander 1929. Molophilus pretiosus ingår i släktet Molophilus och familjen småharkrankar. Inga underarter finns listade i Catalogue of Life.